# Schallenbach
Der Schallenbach ist ein 7,83 km langer linker Zufluss des Radmerbaches bei Dürradmer in der Stadtgemeinde Mariazell in der Steiermark. Der Schallenbach entspringt westlich von der Reuschlacke auf ca. 1160 m.ü.A., fließt zwischen Bucheck und Großem Zellerhut nach Westen, bevor er sich unterhalb der Kleinen Peilwand nach Süden wendet. Dabei münden der Hutgrabenbach, der Lochbach und viele unbenannte Gerinne in ihn, bis er sich in der Streusiedlung Dürradmer mit dem Nappenbach vereinigt und ab hier den Namen Radmerbach trägt.